# كل نفس تأخذه (فلم 2021)
كل نفس تأخذه (بالإنجليزية: Every Breath You Take) فيلم إثارة نفسية أمريكي لعام 2021  من إخراج فون شتاين، وكتبه ديفيد موراي. الفيلم من تمثيل كيسي أفليك، وميشيل موناغان، وسام كلافلين، وفيرونيكا فيريس. يتابع الفيلم حياة طبيب نفساني انتحرت إحدى مرضاه، ويجد حياته الأسرية مضطربة بعد تقديم شقيقها الباقي على قيد الحياة لزوجته وابنته. صدر في 2 أبريل 2021.

## طاقم التمثيل
- كيسي أفليك: في دور الدكتور فيليب (الطبيب النفساني)
- ميشيل موناغان: في دور جريس (زوجة الدكتور فيليب)
- سام كلافلين: في دور جيمس فلاج
- فيرونيكا فيريس: في دور د. فانيسا فانينغ
- إميلي ألين ليند: في دور دافني فلاج
- انديا إيسلي: في دور لوسي
- هيرو كاناغاوا: في دور دكتور توث
- فنسنت جيل: في دور ستيوارت فانينغ
- ليلي كروغ: في دور ليلي فانينغ
- بريندن سندرلاند: في دور إيفان[6]

## أحداث الفيلم
يبدأ الفيلم بحادث سيارة تقودها، وكيلة العقارات، جريس (ميشيل موناغان)، يتسبب في مقتل صغيرها. تنتقل جريس للعيش في بيت جديد مع زوجها الطبيب النفساني الدكتور فيليب (كيسي أفليك)، وابنتهما الشابة لوسي (انديا إيسلي). يلقي الدكتور فيليب محاضرة يبين فيها علاجه لمريضته دافني (إميلي ألين ليند) التي تمكنت من التخلي عن العلاج الدوائي عندما وثقت في طبيبها الذي صارحها بمشاكله وخصوصياته التي لم يصارح بها حتى زوجته. تعاتب الدكتورة فانيسا فانينغ (فيرونيكا فيريس) زميلها الدكتور فيليب على طريقته في العلاج، التي لا تسير حسب طرق العلاج المعروفة. يتلقى فيليب مكالمة من مريضته دافني تخبره بوفاة صديقتها المقربة أثناء ممارسة رياضة العدو، ويطمئنها الطبيب، ويطلب منها الحضور لعيادته بعد نهاية إجازة آخر الأسبوع. يستقبل فيليب، وزوجته جريس، الدكتورة الزميلة فانيسا، وزوجها. تخبرهم جريس أن ابنتها لوسي قد تم طردها من المدرسة لحيازتها للكوكايين، وأنها بدأت الدراسة بمدرسة جديدة. تدق الشرطة باب بيت الدكتور فيليب لتخبره بإنتحار المريضة دافني بإلقاء نفسها من نافذة بيتها، ويلتقي فيليب بشقيق دافني، الشاب جيمس فلاج (سام كلافلين)، ويعرض عليه المساعدة. يأتي جيمس إلى بيت فيليب ليعيد له كتاب وجده أثناء جرد محتويات بيته بعد إنتحار شقيقته، يقوم فيليب بتقديم جيمس لزوجته وإبنته، وبدعوته لطعام العشاء مع الأسرة.
يلتقي جيمس بإبنه الطبيب النفسي في اليوم التالي ويطلب صداقتها، ويتقرب أيضا إلى زوجته جريس. يحاول فيليب مساعدة الشاب جيمس في نشر قصة يؤلفها. تقابل لوسي الشاب جيمس مجدداً، وتعتمد عليه، أكثر من قبل، للاستماع لمشاكلها. تتفكك الاسرة بصورة كبيرة، مما يدعو الدكتور فيليب للذهاب إلى بيت جيمس ويطلب منه الابتعاد عن وكيلة العقارات، وزوجته جريس التي كانت تبحث لجيمس عن بيت جديد. تصل إلى مجلس واشنطن للطب النفسي شكاوى عن تسبب فيليب في إنتحار دافني، ويتم التحقيق معه. يزداد الموقف سوءاً، ويزداد جيمس قرباً من الزوجة، والابنة حتى يصل الأمر للتشابك بالأيدي بين جيمس وفيليب.
يتم إيداع جيمس بمصحة نفسية وهو مقيد اليدين، ويحاوره الدكتور فيليب، ويبوح جيمس بأشياء كان يخفيها، حيث يصرح ان دافني شقيقته كتبت كل ما صارحها به فيليب عن حياته، وبعد انتحارها قرأ جيمس ما كانت تعده كرواية للنشر، وجاء إلى فيليب وهو يعرف عائلته تمام المعرفة، ويصرح بانه من ارسل الشكاوى في حق فيليب. تأتي النهاية وفيليب يكتشف ان جيمس ليس شقيق دافني، وأنه حبيبها الذي قتل صديقتها لكي تسوء حالتها وتعود إليه بعد رحيلها، وان انتحار دافني هو جريمة قتل نفذها جيمس. يقتل جيمس حارسه ويفر من المصحة ليذهب إلى منزل فيليب، وهناك يجد لوسي بمفردها. يصل فيليب وجريس قبل أن يقتل جيمس ابنتهما، وتتمكن جريس من قتل جيمس.

## الإنتاج والإصدار
أُعلن في يونيو 2012، أن روب راينر سيخرج الفيلم تحت عنوان «أنت تنتمي إلي»، من سيناريو لديفيد موراي. تم الإعلان في أكتوبر 2012، عن انضمام هاريسون فورد، وزاك إيفرون إلى فريق عمل الفيلم. تم الإعلان في أكتوبر 2019، عن اشتراك كيسي أفليك، وميشيل موناغان، وسام كلافلين، وفيرونيكا فيريس في الفيلم، وأن كريستين جيفز ستخرج. أُعلن في ديسمبر 2019، أن فون شتاين سيحل محل جيفز كمخرج.
بدأ التصوير الفوتوغرافي الرئيسي في فانكوفر في ديسمبر 2019. في مارس 2021، وحصلت شركة فيرتكال إنترتينمنت على حقوق توزيع للفيلم، وإصداره في 2 أبريل 2021.

## استقبال الفيلم
منح موقع الطماطم الفاسدة الفيلم تقييماً مقداره 19% بناءاً على آراء 31 ناقداً سينمائياً، وكتب إجماع نقاد الموقع: «على الرغم من قائمة المواهب المشاركة، فإن الفيلم لا يرقى أبدًا إلى أكثر من مجرد إثارة نفسية مألوفة».
منح موقع ميتاكريتيك الفيلم تقييماً مقداره 32% بناءاً على آراء سبعة نقاد.
كتب موقع الناقد روجر إيبرت: «يحاول الفيلم أن يصنف حبكة أحداثه، ويتحول إلى» دراما«عائلية لا تقترب من إخفاء القمامة الأساسية السيئة التي تظهر هنا. والأسوأ من ذلك هو أن الفيلم تظاهر في البداية بأن لديه بعض الحساسية تجاه المرض العقلي، لكنه يقلل من شأنها بشكل صارخ ويستخدمه كعكاز لتعليق تصرفات الشرير الجنونية المتزايدة»، ومنح الفيلم نجمة واحدة من أصل أربعة نجوم.
كتبت إيرين أبسيا نافارو على الموقع الإسباني سينما جافيا: "خاتمة الفيلم، وحبكة الفيلم، للوهلة الأولى، تبدو مثيرة للاهتمام. لكن الشعور المتوقع بأن "هذا ما يبدو لنا" نشعر به منذ البداية تقريبًا...على الرغم من ضغوط الشخصيات وحقيقة أن كل شيء أصبح مشوشًا أكثر فأكثر، يمكن رؤية النتيجة قادمة... لكي نكون منصفين، تجدر الإشارة إلى التصوير الفوتوغرافي الرائع والدقيق لكل فترة تمنحها. تتناقض مشاهد بوكوليكية للطبيعة مع الجبال الثلجية ونهر بوتوماك مع "هذيان" بعض المشاهد. انه إبهام عادل، مع الأخذ في الاعتبار العمل الجيد للخصمين الذكور... أم يجب أن أقول الثلاثة؟

## روابط خارجية
- مقالات تستعمل روابط فنية بلا صلة مع ويكي بيانات